# Quinta Touché
La Quinta Touché es una antigua residencia construida a principios del siglo XX en la ciudad de Chihuahua, México. 
Actualmente la Quinta Touché es propiedad del Gobierno Municipal de Chihuahua, por lo que tras su segunda restauración se convirtió en el museo de Toribio Ortega y en la sede del Instituto Municipal de las Mujeres.

## Historia
El terreno donde se encuentra la Quinta Touché perteneció a lo que fue el primer cementerio de la ciudad, el panteón de San Felipe. Dicho panteón comenzó a ser fragmentado para que en sus terrenos se empezaran a construir algunos edificios y plazas, uno de los lotes del camposanto, sería denunciado a favor del señor Jacobo Touché, un comerciante de origen árabe que llegó a la ciudad de Chihuahua en el año de 1888 durante la época de Porfirio Díaz, y tuvo varios negocios, como: la fábrica de medias y calcetines “La Favorita” ubicada en las calles Rosales y Veintinueve, así como los Almacenes Touche, por citar algunos.
Jacobo Touché llegó únicamente con sus tres hijos de su primer matrimonio, pues era un varón viudo, en Chihuahua posteriormente, contraería matrimonio por segunda ocasión con la señora María Lynden, quien era de origen suizo y con ella procrearía tres hijos. 
Para establecerse con su familia, don Jacobo Touché a quien sus negocios ya le habían redituado una considerable fortuna, decidiría construir una nueva residencia, eligiendo el sector más elegante en ese momento de Chihuahua, “El Paseo Porvenir”. 
En la época en que esto ocurría, en Chihuahua se encontraba el afamado arquitecto inglés, George E. King en compañía de sus hijos, pues estaba construyendo el Teatro de los Héroes por encargo del entonces gobernador de Chihuahua Miguel Ahumada, quien se había dedicado a modernizar la ciudad y ornamentarla con numerosos monumentos.
Jacobo Touché encargó al arquitecto inglés la construcción de su residencia, la construcción de la Quinta Touché fue iniciada en el año de 1901 y fue inaugurada en el año de 1904.
En sus primeros años la emblemática residencia fue conocida como la “Casa del Turco”, sin embargo debido al inicio de la Revolución mexicana principalmente durante el dominio Villista, las propiedades de los miembros de la burguesía chihuahuense, serían confiscadas para ser utilizadas como habitaciones de los caudillos, oficinas, caballerizas, cuarteles, hospitales de sangre y otros usos.
En 1910, la Administración General de Confiscaciones dispuso que se instalara un hospital militar al servicio del movimiento civil armado durante las sonadas batallas de Ojinaga, Torreón, Paredón, San Pedro, y Zacatecas. De esta última batalla con el triunfo del constitucionalismo y la caída de Victoriano Huerta, regresaría casi agónico el valiente general Toribio Ortega Ramírez, quien permanecería internado en el hospital de la Quinta Touché hasta su fallecimiento el 16 de julio de 1914.
La Quinta Touché sufrió una conflagración en 1924; sus pisos de madera facilitaron la propagación del fuego, provocando casi su destrucción total. En 1927 se reconstruyó con el uso de Bóveda catalana, obra de la  que se encargaron los ingenieros Carlos Ochoa, Miguel Márquez y Francisco Terrazas Falomir.
La familia Touche recuperó la casa y la volvió a ocupar hasta 1975. Conforme a lo manifestado por el escritor John Reed en su obra " México Insurgente", página 299, La Quinta Touché fue también conocida popularmente como " La Quinta de las lágrimas ", porque seguna una de las versiones fue construida con las ganancias de una casa de apuestas llamada " El Cosmopolita" que en ese tiempo existía en la ciudad y era propiedad del Señor Touche conocido como el Turco, y en esa casa de juegos muchas personas habían perdido su dinero y llorado su mala suerte.
Actualmente la finca fue adquirida por la Presidencia Municipal, y alberga oficinas de la Dirección de Desarrollo Comercial y Turístico del municipio de Chihuahua y un museo en honor al General Toribio Ortega Ramírez.

## Características
la Quinta Touché se construyó en un terreno con una superficie aproximada de 741.2 m², teniendo su puerta principal hacia el Paseo Bolívar, sigue el estilo arquitectónico inglés que también se estaba aplicando en el Teatro de los Héroes de la ciudad de Chihuahua.
Sus muros son de adobe, recubiertos en el exterior con ladrillo rojo y guardapolvo. En el interior, tiene un aplanado de yeso y pintura; los pisos eran de mosaico y machimbre; ventanas y puertas de madera. Tendría tres niveles, planta baja, planta alta y sótano, además de un ático. Los detalles sobresalientes de la construcción serían los cerramientos independientes en ventanas y puertas, así como el cerramiento perimetral en planta alta de cantera. También son destacables los repisones y escalones de cantera de los dos accesos principales, uno por el Paseo Bolívar y el otro por la avenida Independencia.